# Шталь, Александр Викторович
Александр Викторович Шталь (17 апреля 1865, Российская империя — 13 августа 1950, Ленинград) — русский и советский военно-морской деятель, заслуженный деятель науки РСФСР (1944), вице-адмирал.

## Биография
Военно-морской теоретик, практик и педагог. В 1885 году окончил штурманское отделение Технического училища Морского ведомства в Кронштадте. Плавал на кораблях Балтийского флота. С 1885 по 1888 год участвовал в дальних плаваниях и заграничных походах. С отличием окончил гидрографический отдел Николаевской Морской академии в 1890 году с присвоением звания штурманского офицера 1 разряда. Служил на боевых кораблях (1891—1894,1900—1903) и в береговых учреждения. В 1904 году окончил курс военно-морских наук при Морской академии и был назначен штаб-офицером строевой части военно-морского ученого отдела Главного Морского штаба. В 1906—1910 годах занимал должность старшего штаб-офицера, затем заместителя начальника Морского Генерального штаба. Активно выступал в печати с научными публикациями по актуальным проблемам строительства и организации флота. В 1905 году капитан 2 ранга А. В. Шталь вошёл в состав комиссии при [библиотеке Морского министерства как член по военно-морскому делу. Одновременно вёл курсы по штабной службе, истории флота в Николаевской Морской академии. В октябре 1910 года капитан 1 ранга А. В. Шталь назначен помощником начальника Морской академии и занимал этот пост до конца 1921 года внёс большой вклад в совершенствование учебного процесса и развитие научных исследований, создание новых учебников.
С 1922 года — преподаватель, с 1934 года — начальник кафедры, с 1939 года — профессор кафедры военно-морской истории, в 1943—1947 годах — старший преподаватель академии. Перу видного учёного принадлежат фундаментальные труды по истории военно-морского искусства, службе штабов, гидрографии, кораблевождению. Похоронен в Ленинграде на Серафимовском кладбище.

### Образование
- Окончил Морской кадетский корпус (1885);
- Окончил Морскую академию (1890);
- Прослушал курс военно-морских наук при Морской академии (1904);

### Звания
- мичман (1885);
- генерал-майор флота (6 декабря 1913);
- флагман 2 ранга (5 марта 1936[6]);
- флагман 1 ранга (5 апреля 1940[7]);
- вице-адмирал (4 июня 1940).

### Награды
Награждён орденами Святой Анны 2-й и 3-й (1901 г.) степеней, Святого Владимира 3-й (1914 г.) и 4-й (1910 г.) степеней, Святого Станислава 1-й (1915 г.), 2-й (1906 г.) и 3-й (1905 г.) степеней, медалями, советскими орденами Ленина (двумя — 21.02.1945, 24.05.1945), Красного Знамени (03.11.1944), Трудового Красного Знамени (1936), медалями, а также французским орденом офицера Почётного легиона (1910).

## Семья
- Тесть — Алексей Иванович Макшеев (1822—1892);
- Тёща — Анна Васильевна Макшеева (Фрейганг) (1844—1917);
- Жена — Вера Алексеевна Шталь (Макшеева);
- Сестра жены — Наталья Алексеевна Макшеева;
- 22 сентября 1897 года родился сын — Виктор Александрович Шталь (1897—1997), инженер-полковник, метеоролог, кандидат географических наук;
- 4 февраля 1900 года родилась дочь — Ирина Александровна Шталь;
- 1 ноября 1907 года родилась дочь — Ольга Александровна Шталь (1907—1992), архитектор;
- 1 июля 1910 года родилась дочь — Екатерина Александровна Шталь.

## Публикации
- «Вопросы морской стратегии». // Морской Сборник. 1897 № 11. С. 1 — 26.
- «Служба штаба морских сил» (1928);
- «Оперативно-тактическое наследство после Первой мировой войны» (1934);
- «Развитие методов операций подводных лодок в войну 1914—1918 гг. на основных морских театрах». — М.: Воениздат НКО СССР, 1936;
- «Греко-турецкая война» (1940);
- «Дальневосточный конфликт 1929 года» (1940);
- «Малые войны 1920—1930-х годов» / А. В. Шталь. — М.: ООО «Издательство ACT»; СПб.: Terra Fantastica, 2003. — 544 с.: ил. — (Военно-историческая библиотека). Тираж 5000 экз. ISBN 5-17-016557-9 (ООО «Издательство ACT»). ISBN 5-7921-0605-3 (TF). / Составление, предисловие В. Доценко. Приложения В. Гончарова.